# كوداما

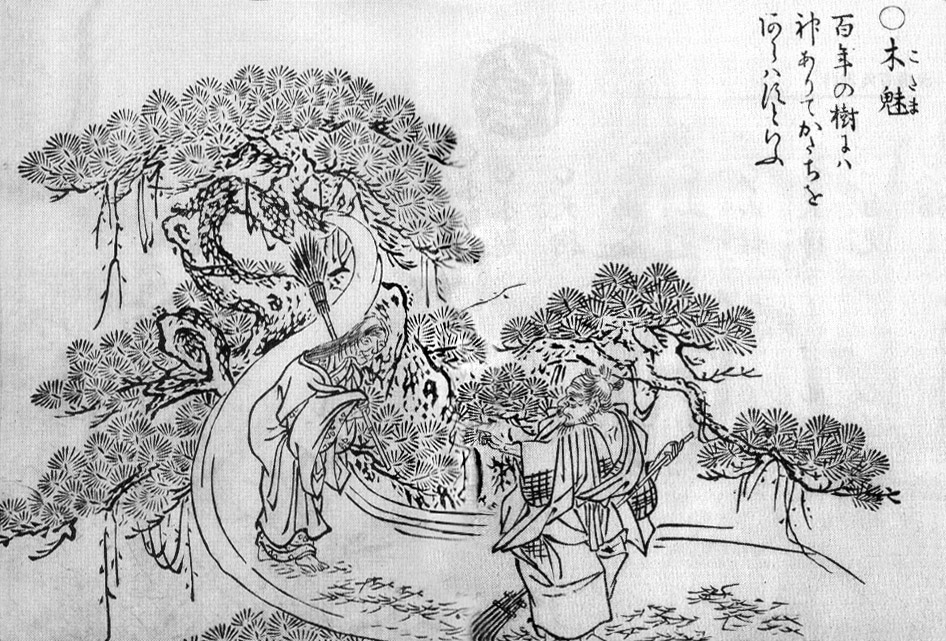
كوداما (木魅) من غازو هياكي ياغيو للرسام تورياما سيكين

كوداما (باليابانية: 木霊 او 木魂) هو روح في الفولكلور الياباني تسكن الأشجار، يشبه درياد في الميثولوجيا الإغريقية. يستخدم المصطلح ايضاً للدلالة على الشجرة التي يفترض وجود كوداما فيها. وتعرف الظاهرة باسم يامابيكو، عندما يكون هنالك صوت كالموجود في الوديان والجبال.

## في الثقافة الشعبية
تم تجسيد كوداما في فيلم الأميرة مونونوكي للمخرج هاياو ميازاكي، وكان حجمهم صغير ولونهم ابيض ويملكون رؤس كبيرة مقارنة بجسدهم.